# لی جه یونگ (بازیگر)
لی جه-یونگ (کره‌ای: 이재용؛ زادهٔ ۲۱ مارس ۱۹۶۳) بازیگر اهل کره جنوبی است.
وی بازیگر نقش وزیر اعظم بادوکبال در مجموعه تلویزیونی افسانه جومونگ بوده‌است، او همچنین به عنوان بازیگر نقش مکمل در فیلم و تلویزیون از جمله در سیارهٔ سبز را نجات دهید! (۲۰۰۳) و کارآگاه کی (۲۰۱۱) ایفای نقش کرده‌است.

## فیلم‌شناسی
- منتخب فیلم‌شناسی

### مجموعه‌های تلویزیونی
| سال  | عنوان               | نقش                  | شبکه    |
| ---- | ------------------- | -------------------- | ------- |
| ۲۰۰۴ | امپراتور دریا       | جو سانگ-گیل          | کی‌بی‌اس۲ |
| ۲۰۰۶ | افسانه جومونگ       | بو دوک-بال           | ام‌بی‌سی  |
| ۲۰۰۷ | ایسان               | جانگ ته-وو           | ام‌بی‌سی  |
| ۲۰۱۰ | افسانه دونگ‌یی       | جانگ ایک-هون (مهمان) | ام‌بی‌سی  |
| ۲۰۱۰ | رسوایی سونگ‌کیون‌کوان | ها وو-کیو            | کی‌بی‌اس۲ |
| ۲۰۱۱ | درختی با ریشه عمیق  | جو مال-سنگ           | اس‌بی‌اس  |
| ۲۰۱۳ | ملکه کی             | وانگ گو              | ام‌بی‌سی  |
| ۲۰۱۷ | غریبه               | کیم نام-جین          | تی‌وی‌ان  |